# Rina Dechter
Rina Dechter je profesorkou počítačové vědy na Donald Bren School of Information and Computer Sciences na University of California, Irvine. Její výzkum se zabývá umělou inteligencí. V roce 2013 byla zvolena členkou Association for Computing Machinery.

## Vzdělání
Dechter získala bakalářský titul z matematiky a statistiky na Hebrejské univerzitě v roce 1973, magisterský titul z aplikované matematiky pak na Weizmannově institutu věd v roce 1976 a doktorát z počítačové vědy na Kalifornské univerzitě v Los Angeles v roce 1985.

## Akademická kariéra a výzkum
V letech 1988 až 1990 byla Dechter docentkou počítačové vědy v Technionu, poté se přesunula na University of California, Irvine, kde se v roce 1996 stala profesorkou. V letech 2005 až 2006 působila na Radcliffe Institute for Advanced Study v rámci Harvardovy univerzity. Je šéfredaktorkou vědeckého časopisu Artifical Intelligence, do této funkce byla zvolena v roce 2011.
Dechter napsala text o programování s omezujícími podmínkami nazvaný Constraint Processing, který byl v roce 2003 vydán vydavatelstvím Morgan Kaufmann Publishers. Byl označen jako hodnotný akademický zdroj. Také je spoluautorkou knihy Heuristics, Probability, and Causality.

## Ocenění a vyznamenání
V roce 1991 Dechter získala od Národní vědecké nadace ocenění Presidential Young Investigator Award, v roce 1994 se stala členkou American Association for Artificial Intelligence a v roce 2007 získala od Association of Constraint Programming ocenění za vynikající výzkum. V roce 2013 se stala členkou Association for Computing Machinery.